# Jörn Munzert
Jörn Munzert (* 1958) ist ein deutscher Psychologe und Sportwissenschaftler.

## Leben
Munzert studierte ab 1978 an der FU und TU Berlin Psychologie und schloss 1983 mit Diplom ab. Eine Stelle als wissenschaftlicher Mitarbeiter am Institut für Humanwissenschaft in Arbeit und Ausbildung der TU Berlin von 1984 bis 1989 ermöglichte ihm die 1988 erfolgte Promovierung. Als wissenschaftlicher Assistent am Institut für Psychologie der Deutschen Sporthochschule Köln von 1989 bis 1995 erarbeitete er die 1995 erfolgte Habilitation in Psychologie mit dem Schwerpunkt in Bewegungswissenschaft. Es folgte eine Lehrstuhlvertretung als Privatdozent an der Universität Bielefeld im Fachbereich Bewegung und Motorik. Ab 1996 erhielt er eine Professur für Sportwissenschaft mit Schwerpunkt Sportpsychologie an der Universität Gießen. Ab dem Wintersemester 2000 wechselte er innerhalb derselben Hochschule auf eine besser ausgestattete Professur für Sportwissenschaft mit Schwerpunkt Sportpsychologie und Bewegungswissenschaft.
Der renommierte Sportpsychologe war früher Herausgeber der Zeitschrift für Sportpsychologie, ist nunmehr im Beirat vertreten. Außerdem ist er Mitglied im Editorial Board des International Journal of Sport Psychology, der Deutschen Gesellschaft für Psychologie, der Deutschen Vereinigung für Sportwissenschaft und der North American Society for Psychology of Sport and Physical Activity (NASPSPA).
Aufgrund seines wissenschaftlichen Schwerpunkts im Bereich Hirnforschung ist Munzert auch Teil der Forschungsgruppe Neurophysik BrainAct an der Philipps-Universität Marburg. Mit dem Vortrag Bewegungsvorstellung und mentales Training beteiligte er sich am neurowissenschaftlichen Studium Generale der Philipps-Universität im Sommersemester 2015.

## Schriften
- Einführung in die Sportpsychologie, Lehrbuch;
- Flexibilität des Handelns theoretische Überlegungen und experimentelle Untersuchungen zum Konzept des Motorikschemas; Köln : bps-Verlag 1989, ISBN 978-3-922386-35-3.
- Handbuch Bewegungswissenschaft-Bewegungslehre;
- Handeln im Sport als handlungspsychologisches Modell, In: Festschrift zum 60sten Geburtstag von Jürgen R. Nitsch.
- Psychomotorische Entwicklung Sport und Bewegung im Lebenslauf : 29. - 31. März 2003 in Gießen; Abstractband;
- Sprache und Bewegungsorganisation : Untersuchungen zur Selbstinstruktion beim Bewegungslernen; Schorndorf : Hofmann 1997, ISBN 978-3-7780-1641-1.
- Theorien und Befunde der Sensomotorik aus handlungstheoretischer Sicht;
- Die Kodierung von Bewegungsengrammen zum Zusammenhang von Wahrnehmungs- u. Bewegungsprozessen ; Vortrag auf d. Kolloquium "Aktuelle Forschungsergebnisse d. Arbeitspsychologie u. Arbeitspädag." am 3. Juni 1986 in Berlin (West), Inst. für Humanwiss. in Arbeit u. Ausbildung;

## Belege
1. ↑  Curriculum Vitae und Profil Munzerts an der Universität Gießen
2. ↑  Herausgeber (Memento des Originals vom 4. März 2016 im Internet Archive)  Info: Der Archivlink wurde automatisch eingesetzt und noch nicht geprüft. Bitte prüfe Original- und Archivlink gemäß Anleitung und entferne dann diesen Hinweis. der "Zeitschrift für Sportpsychologie" (ISSN 1612-5010)
3. ↑  Forschungsgruppe für Neurophysik BrainAct der Uni Marburg
4. ↑  "Reisen ins Gehirn", Studium Generale der Philipps-Universität im Sommersemester 2015

| Personendaten    | Personendaten                                      |
| ---------------- | -------------------------------------------------- |
| NAME             | Munzert, Jörn                                      |
| KURZBESCHREIBUNG | deutscher Sportpsychologe und Neurowissenschaftler |
| GEBURTSDATUM     | 1958                                               |